# Утшайд
Утшайд (нем. Utscheid) — община в Германии, в земле Рейнланд-Пфальц. 
Входит в состав района Айфель-Битбург-Прюм. Подчиняется управлению Нойербург.  Население составляет 484 человека (на 31 декабря 2010 года). Занимает площадь 5,75 км².

## История
Еще во времена Римской империи на территории коммуны существовали поселения. Первое упоминание в летописях(под именем Oizscheid) относится к 1330 году.